# Вагоровский, Эдуард Николаевич
Эдуард Николаевич Вагоровский (укр. Едуард Миколайович Вагоровський; 26 февраля 1965, Рубежное, Луганская область — 24 февраля 2022, Житомирская область) — украинский военнослужащий, подполковник, участник обороны Украины от российского вторжения. Герой Украины (2022).

## Биография
Родился в 1965 году. Окончил Ставропольское высшее военно-авиационное училище лётчиков
Пополнил ряды ВВС СССР в 1983—1991 годах. С 1991 года по 2005 год служил в ВВС Украины. В 2005 году ушёл на военную пенсию. После начала боевых действий на востоке Украины 2014 год вернулся в ряды ВВС Украины. С 2014 года проходил службу на аэродроме Озёрное в 39-й бригаде тактической авиации.
Проходил службу на боевом истребителе Су-27.
Погиб 24 февраля 2022 года во время полномасштабного российского вторжения, выводя силы украинской авиации из-под ракетного удара, что дало возможность ряду самолётов подняться в воздух.
28 февраля 2022 года президент Украины Владимир Зеленский посмертно присвоил Эдуарду Вагоровскому звание «Герой Украины».